# نوکیا ئی۶۳
نوکیا ئی۶۳ یک‌نمونه از گوشی‌های تلفن همراه سری ئی شرکت نوکیا می‌باشد که توسط همین شرکت به بازار عرضه شده است.